# 日本産業看護学会
日本産業看護学会（にほんさんぎょうかんごがっかい、英: Japan Academy of Occupational Health Nursing, JAOHN）とは、2012年に設立された学会である。
学術集会の開催、学会誌の発刊の他、産業看護学体系の構築、看護基礎教育・現任産業看護職向けの教育カリキュラム作成、研修会の開催など、産業看護学の発展と高度な実践能力・実践方法の開発により、社会に貢献することを目的としている。

## 学会概要
設立：2012年（平成24年）12月8日
事務局：〒807-8555　福岡県北九州市八幡西区医生ケ丘1-1　
産業医科大学産業保健学部産業・地域看護学講座内　日本産業看護学会事務局
総会：年1回
学会誌：「日本産業看護学会誌」https://www.jaohn.com/journal
　　　
会費：　年会費：正会員8,000円　賛助会員30,000円
学会ホームページ：https://www.jaohn.com/
産業看護の定義：https://www.jaohn.com/definition

## 活動内容
1. 学術集会の開催
年1回の、学術集会を開催しています。講演、シンポジウム、及び会員の研究発表などを行っています。
2. 会員向けの情報配信
「ニュースレター」を年2回発行し、会員への情報伝達・情報交換を行っています。
3. 各種交流会の開催
会員・非会員を問わず自己研鑽の場として活用出来る交流会を行っています。また会員限定の交流会もあり、会員同士の情報交換の場を設けています。
4. 教育コンテンツの配信
e-ラーニングの提供など教育コンテンツを配信し、学びの場を提供しています。
「産業看護実践のためのeラーニング」:https://www.jaohn.com/elearning[5]
5. 会員の研究活動の推進
「日本産業看護学会誌」の発刊。研究倫理審査の実施、研究費の助成を通じて会員の研究活動を支援しています。

## 学術集会
第7回学術集会：2018年11月3日（土）・4日（日）（ウインクあいち）
第8回学術集会：2019年10月26日（土）・27日（日）（関西医科大学）
第9回学術集会：2020年11月28日（土）・29日（日）（奈良春日野国際フォーラムI･RA･KA）
第10回学術集会：2021年11月6日（土）・7日（日）（和洋女子大学 国府台キャンパス）
第13回学術集会：2024年11月30日（土）・12月1日（日）（帝京平成大学 池袋キャンパス）
【次回開催】　
第14回学術集会：2025年11月8日（土）〜 9日（日）（新潟日報 メディアシップ）
https://shinsen-mc.co.jp/jaohn14/